# Pietro Grimani
Pietro Grimani (Venezia, 5 ottobre 1677 – Venezia, 7 marzo 1752) fu il 115º doge della Repubblica di Venezia dal 30 giugno 1741 fino alla sua morte.

## Biografia

### Infanzia ed educazione
Figlio di Pietro Grimani e Caterina Morosini apparteneva al ramo detto "dall'albero d'oro" della famiglia Grimani: il padre destinò il figlio primogenito Marcantonio al Matrimonio ed il secondo Pietro, che aveva manifestato una precoce e vivace intelligenza, allo studio presso il collegio gesuita di San Francesco Saverio di Bologna in vista di una futura carriera politica.
Qui Pietro Grimani ebbe modo di coltivare un interesse approfondito per l'astronomia divenendo con il tempo una delle personalità di spicco della prima metà del XVIII veneziano insieme a Nicolò Tron, Lorenzo Tiepolo e Marco Foscarini.

### Carriera politica

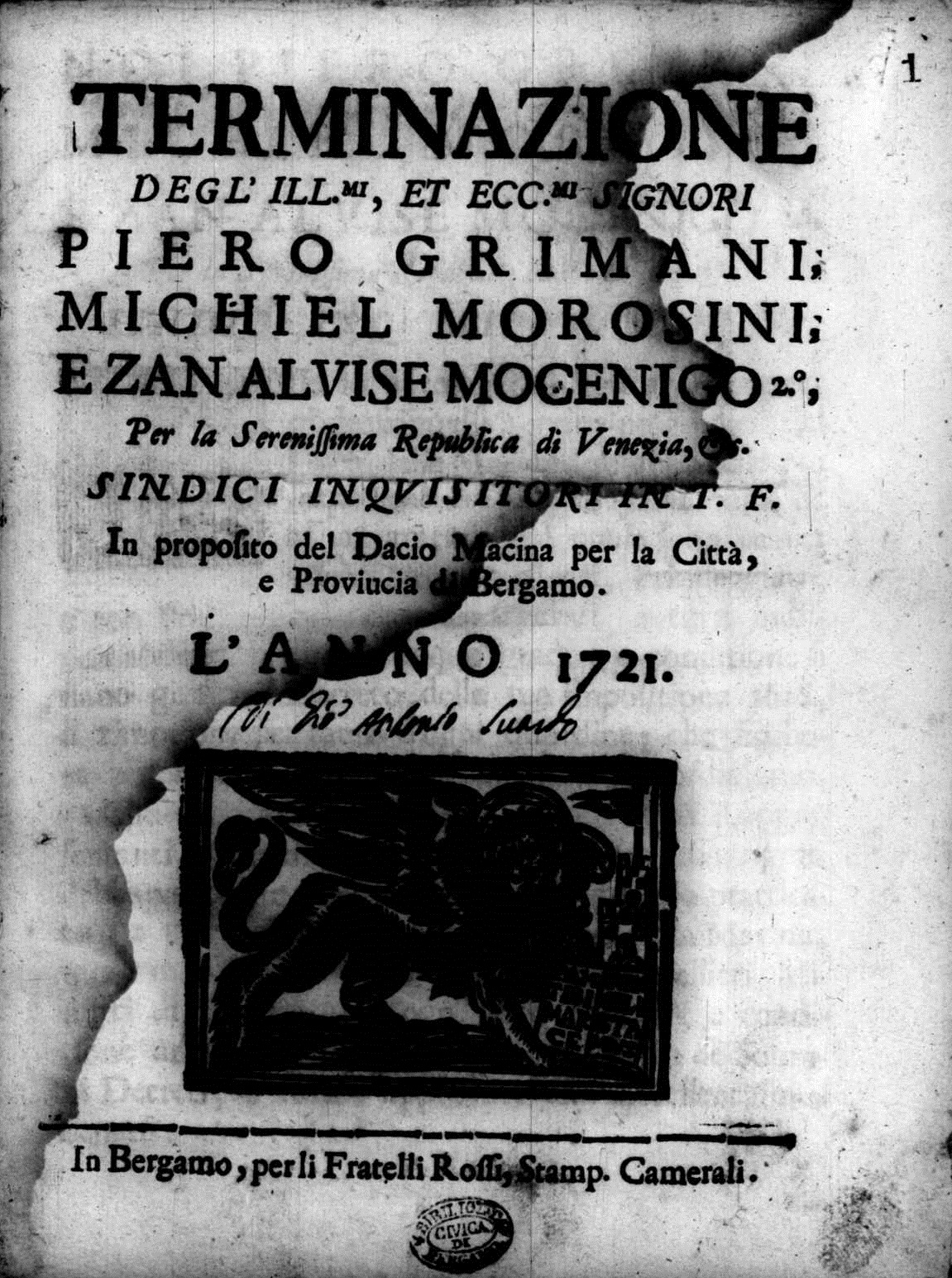
Raccolta di terminazioni et ordini per la città e provincia di Bergamo, 1721

Il 21 gennaio 1703 Grimani fu eletto savio agli Ordini e tenne la carica anche nel corso del semestre settembre 1704 - marzo 1705. Dopo alcuni anni di pausa, dovuti alla legge che impediva la contemporanea presenza di più di due membri della medesima famiglia nel Collegio, Pietro Grimani poté assumere l'incarico di savio di Terraferma per il secondo semestre del 1707 e 1708 e la nomina, il 23 gennaio 1710, ad ambasciatore presso la corte del Regno Unito. Lasciò Venezia nel luglio del medesimo anno e raggiunse Londra l'8 ottobre 1710 in compagnia del fratello minore Lorenzo. 
Dalla corrispondenza e dai rapporti di Grimani traspare una notevole ammirazione per la politica britannica che, nell'ambito della Guerra di successione spagnola, sembrava favorire l'interesse economico dei ceti borghesi piuttosto che le mere ambizioni di prestigio e potenza come nel caso delle corti borboniche o asburgiche.
Stimolato dalla sete di sapere, Grimani entrò in contatto con chiunque potesse aprirgli le porte verso la conoscenza tecnologica o agronomica: grazie al patrocinio di Isaac Newton, ottenne l'iscrizione alla Royal Society e si recò spesso a visitare officine e cantieri, anche allo scopo di reperire tecnici ed esperti di navigazione disponibili a trasferirsi a Venezia, come richiesto dal Senato in data 8 gennaio 1711.
Nonostante l'isolamento diplomatico della Repubblica, Grimani ottenne un piccolo successo personale con l'inserimento della Serenissima nel trattato di commercio anglo-francese, stipulato nell'agosto del 1713; lasciò Londra il 23 giugno 1714 e si imbarcò per un lungo viaggio per assumere la legazione di Vienna, incarico senza dubbio prestigioso ma privo delle gratificazioni intellettuali di Londra.
Durante i sei anni di ambasceria a Vienna, Grimani fu assorbito dalle incombenze di rappresentare la Repubblica presso il molto più potente alleato nel corso della Seconda guerra di Morea.
Infatti, a seguito delle importanti sconfitte in Morea (in particolare la perdita delle piazzeforti di Corinto, Nauplia, Malvasia), il Senato sollecitò più volte Grimani a cercare di rinnovare la Lega Santa con il Sacro Romano Impero. Dopo due anni di pazienti trattative ed a seguito dell'arrivo a Vienna degli ambasciatori straordinari Michele Morosini e Vettor Zane e della vittoria di Corfù ottenuta dal generale Johann Matthias von der Schulenburg, Grimaldi riuscì a condurre in porto le trattative il 13 aprile 1716.
La presenza di Grimani a Vienna fu eccezionalmente prorogata fino all'inizio del 1720, a seguito della sempre più evidente volontà dell'Imperatore Carlo VI d'Asburgo di incentivare l'espansione marittima dell'Austria attraverso l'appena istituito porto franco di Trieste. Tornato a Venezia, Grimani fu elevato alla dignità di procuratore de supra di San Marco ed entrò a far parte dei savi del Consiglio, ottenendo sempre il rinnovo della carica fino all'elezione al dogato.
In questo periodo Grimani ricoprì più volte numerose magistrature di particolare rilevanza economico-finanziaria: fece parte dei Deputati al commercio, fu Savio alla Mercanzia, Deputato alla Provvisione del danaro, Aggiunto alla Sanità, Provveditore alla Sanità, Provveditore sopra Monasteri, Sopraintendente alla compilazione dei sommari delle Leggi, Savio all'Eresia e Correttore della promissione ducale; fu anche Riformatore dello Studio di Padova .
Durante il suo cursus honorum, fece dotare Venezia della prima illuminazione pubblica, a modello di quanto osservato a Vienna, curò la ristampa dei programmi didattici delle scuole dei sestieri, curò il riordino della biblioteca universitaria di Padova e la legislazione relativa all'editoria congiuntamente al collega Giovanni Francesco Morosini; patrocinò una cattedra di chimica presso l'Università di Padova e rinnovò la normativa del dottorato in chirurgia. Privatamente possedeva una delle migliori biblioteche di Venezia, fece parte del movimento letterario dell'Arcadia e fu il principale mecenate del poeta gondoliere Antonio Bianchi.

### Dogato
Il 30 giugno 1741 venne eletto doge con 26 voti favorevoli.
Il suo dogato, avvenuto nel corso della Guerra di successione austriaca trascorse tranquillo: il 24 marzo 1742 la Serenissima, in funzione anti austriaca, riconobbe il pretendente Carlo VII di Baviera quale nuovo Imperatore del Sacro Romano Impero per poi cambiare fronte e riconoscere Francesco Stefano di Lorena il 13 novembre 1745.
Dal punto di vista amministrativo, il Doge patrocinò l'inizio dei lavori ai Murazzi, affidati a Bernardino Zendrini nel 1744 e la costituzione dell'Accademia di Belle Arti presso il Fonteghetto della Farina in San Marco.
L'ultimo anno di dogato fu segnato dalla controversia relativa alla soppressione del Patriarcato di Aquileia, diviso nelle due diocesi di Udine e Gorizia (la prima con giurisdizione sui territori veneziani, la seconda sui territori austriaci) su richiesta di Vienna e nonostante le reiterate proteste veneziane presso Papa Benedetto XIV.

### Morte
Nulla più riservò il dogato di Grimani che morì il 7 marzo 1752, senza esser mai molto amato dal popolo che lo ritenne uomo avaro e troppo “poeta” per rispondere in modo serio alle vere esigenze della situazione.